# Plagiotrochus amenti
Plagiotrochus amenti é uma espécie de insetos himenópteros, mais especificamente de vespas pertencente à família Cynipidae.
A autoridade científica da espécie é Kieffer, tendo sido descrita no ano de 1901.
Trata-se de uma espécie presente no território português.